# Mohamed Berrahal
 (mars 2025).
Si vous disposez d'ouvrages ou d'articles de référence ou si vous connaissez des sites web de qualité traitant du thème abordé ici, merci de compléter l'article en donnant les références utiles à sa vérifiabilité et en les liant à la section « Notes et références ».
Mohamed Berrahal, né le 21 mai 1979 à El-Harrach (Algérie), est un athlète handisport algérien, champion paralympique en 2012 à Londres.